# Радован Сиљевски
Радован Сиљевски (17. јул 1986; Београд, СР Србија) је српски пливач чија специјалност је пливање слободним стилом. Иако рођен у Београду, живи у Новом Саду и члан је пливачког клуба Војводина. Такође се такмичио и за пливачки клуб Нептун из Шведске.
На европском првенству у малим базенима у Ријеци (Хрватска) 2008. заузео је 8. место у финалу трке на 200 м слободно када је са временом од 1:44,20 остварио и српски национални рекорд у тој дисциплини. На Летњој Универзијади 2009. у Београду освојио је 4. место на 200 слободно.
Представљао је Србију на Летњим олимпијским играма 2008. у Пекингу када је у дисциплини 200 слободно са временом 1:50,25 освојио 40. место.
На Летњим олимпијским играма 2012. у Лондону такмичи се у дисциплини 200 метара слободним стилом и у штафети 4х100 метара слободно. Сиљевски је своје место у Лондону обезбедио испливавши деоницу од 200 метара слободно у времену 1:49,47 у Крању, само недељу дана након Европског првенства у Дебрецину.